# Air France-KLM
Air France-KLM – holding lotniczy, powstały w 2004 roku z połączenia francuskich linii Air France oraz holenderskiego przewoźnika KLM. W 2023 holding rocznie przewiózł 77 milionów pasażerów, był w posiadaniu 548 samolotów, które codziennie lądowały w 118 państwach na 318 lotniskach.
W 2005 roku holding należący do sojuszu lotniczego SkyTeam, zatrudniał 102 tys. pracowników. W 2012 roku obrót firm wyniósł 25,63 miliardów Euro. Akcje AIR FRANCE KLM notowane są zarówno na Amsterdamskiej jak i Paryskiej giełdzie papierów wartościowych.

## Powiązania
Według stanu na sierpień 2025 w skład holdingu wchodziły linie lotnicze dysponujące flotą 599 samolotów:
- Air France (229 samolotów)
- Air France Hop (39 samolotów)
- KLM Asia (8 samolotów)
- KLM Cargo (3 samoloty)
- KLM Cityhopper (68 samolotów)
- KLM Royal Dutch Airlines (118 samolotów)
- Martinair (4 samoloty)
- Transavia (55 samolotów)
- Transavia France (87 samolotów)